# Нижнерылы
Нижнерылы (лат. Hyporhamphus) — род лучепёрых рыб отряда сарганообразных (Beloniformes). Встречаются по всему миру в тропических и субтропических морях, а некоторые виды — и в пресной воде. Это рыбы с удлиненным телом небольшого и среднего размера, длиной от 10 до 52 сантиметров. Нижняя челюсть вытянутая, верхняя челюсть короткая, треугольная, если смотреть сверху. Ноздри расположены в ямке прямо перед глазами. Грудные и брюшные плавники короткие. Спинной и анальный плавники расположены далеко назад. Все плавники без жестких лучей. Брюшные плавники имеют шесть плавниковых лучей. Чешуя относительно крупная и круглая.

## Классификация
На июнь 2024 года в род включают 38 видов:

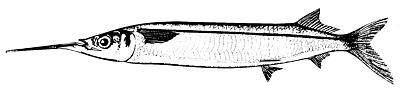
Hemiramphus brasiliensis

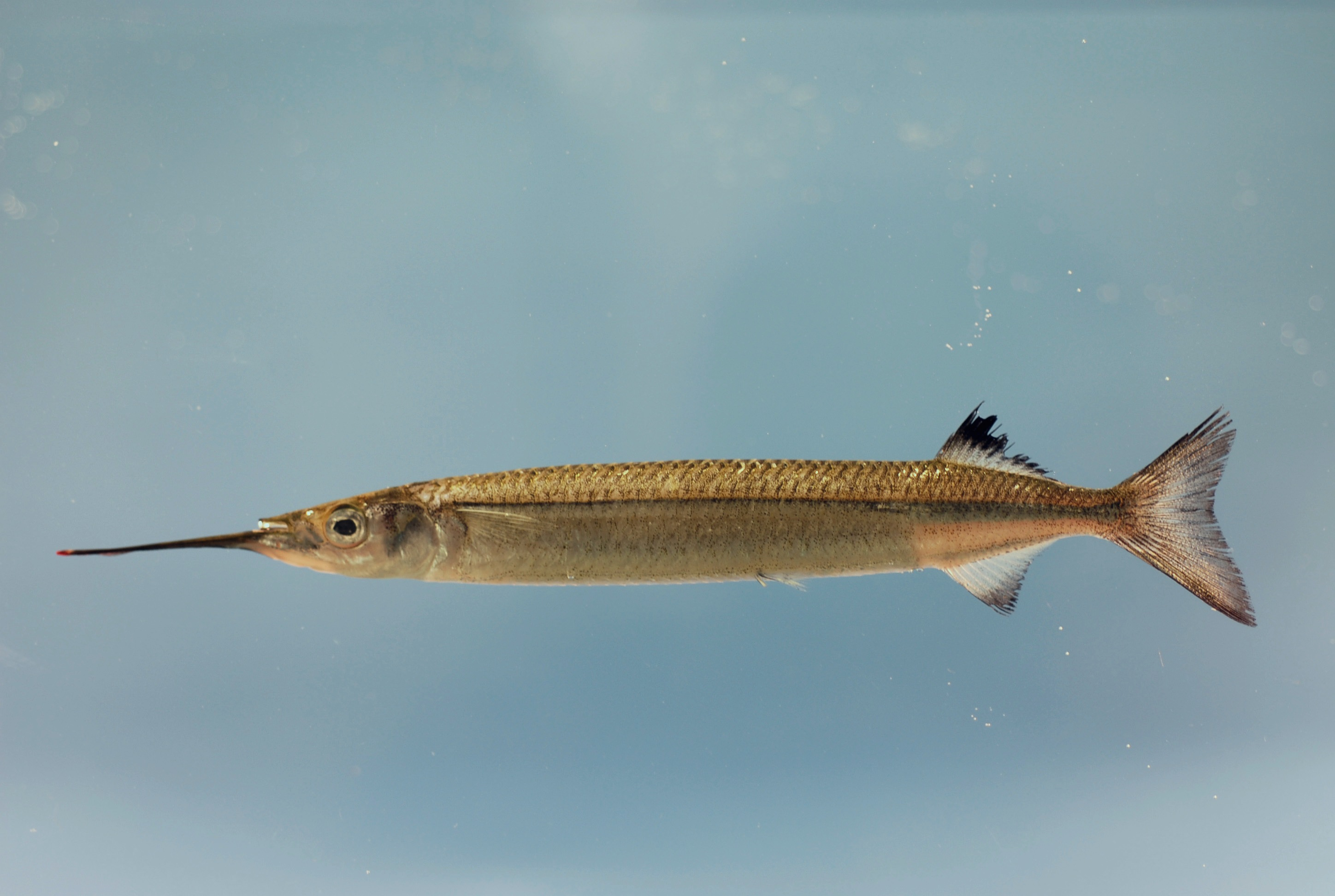
Hyporhamphus meeki

1. Hyporhamphus acutus (Günther, 1872)
2. Hyporhamphus affinis (Günther, 1866)
3. Hyporhamphus australis (Steindachner, 1866)
4. Hyporhamphus balinensis (Bleeker, 1858)
5. Hyporhamphus capensis (Thominot, 1886)
6. Hyporhamphus collettei Banford, 2010
7. Hyporhamphus dussumieri (Valenciennes, 1847)
8. Hyporhamphus erythrorinchus (Lesueur, 1821)
9. Hyporhamphus gamberur (Rüppell, 1837)
10. Hyporhamphus gernaerti (Valenciennes, 1847)
11. Hyporhamphus gilli Meek & Hildebrand, 1923
12. Hyporhamphus ihi Phillipps, 1932
13. Hyporhamphus improvisus (Smith, 1933)
14. Hyporhamphus intermedius (Cantor, 1842)
15. Hyporhamphus limbatus (Valenciennes, 1847)
16. Hyporhamphus meeki Banford & Collette, 1993
17. Hyporhamphus melanochir (Valenciennes, 1847)
18. Hyporhamphus melanopterus Collette & Parin, 1978
19. Hyporhamphus naos Banford & Collette, 2001
20. Hyporhamphus neglectissimus Parin, Collette & Shcherbachev, 1980
21. Hyporhamphus neglectus (Bleeker, 1866)
22. Hyporhamphus pacificus (Steindachner, 1900)
23. Hyporhamphus paucirastris Collette & Parin, 1978
24. Hyporhamphus picarti (Valenciennes, 1847)
25. Hyporhamphus quoyi (Valenciennes, 1847)
26. Hyporhamphus regularis (Günther, 1866)
27. Hyporhamphus roberti (Valenciennes, 1847)
28. Hyporhamphus rosae (Jordan & Gilbert, 1880)
29. Hyporhamphus sajori (Temminck & Schlegel, 1846)
30. Hyporhamphus sindensis (Regan, 1905)
31. Hyporhamphus snyderi Meek & Hildebrand, 1923
32. Hyporhamphus unicuspis Collette & Parin, 1978
33. Hyporhamphus unifasciatus (Ranzani, 1841)
34. Hyporhamphus xanthopterus (Valenciennes, 1847)
35. Hyporhamphus yuri Collette & Parin, 1978